# Agnéby
Agnéby var en av Elfenbenskustens nitton regioner på förstanivå fram till 2011. Regionen bildades 1997 och dess administrativa huvudort var Agboville. Agnéby hade en total area på 9 234 km² och ett invånarantal på 525 211 (1998).

## Administrativ indelning
Regionen var innan den upphörde som administrativ enhet 2011 indelad i fyra departement: Adzopé, Agboville, Akoupé och Yakassé-Attobrou.

## Geografi
Agnéby gränsade till regionerna N'zi-Comoé, Moyen-Comoé och Lagunes. 

### Städer och samhällen
- Akoupé